# Ana de Médici
Ana de Médici (em italiano Anna de' Medici ; Florença, 31 de dezembro de 1569 — 19 de fevereiro de 1584) foi princesa da Toscana como a terceira filha do Grão-duque da Toscana Francisco I de Médici e de Joana de Áustria, arquiduquesa da Áustria.

## Família
Seus avós paternos eram o grão-duque Cosme I da Toscana, e Leonor de Toledo. Seus avós maternos eram o imperador Fernando I do Sacro Império Romano-Germânico e de Ana da Boêmia e Hungria.
Ana teve duas irmãs que sobreviveram à infância: Leonor, Duquesa de Mântua e Maria de Médici, rainha de França.

## Biografia
O pai, Francisco, tinha-a prometido a Carlos II de Áustria, Marquês de Brisgóvia, filho de Fernando II da Áustria, um irmão de sua mãe, e um retrato de Ana foi enviado para o Arquiduque. Em 1579, o pai de Ana até chegou a pedir autorização a Filipe II de Espanha, para o casamento que, formalmente, era suzerano do Grão-ducado por lhe ter cedido Siena. Contudo, as negociações não foram bem sucedidas, e Francisco tentou novos casamentos para Ana, entre os quais se conta Carlos Emanuel I, Duque de Saboia. Mais uma vez as negociações não foram conclusivas.
Ana acabou por adoecer e, em 19 de fevereiro de 1584, a irmã Leonor enviou uma carta ao pai, a pedido de Ana, pedindo que este a visitasse antes dela morrer. Ana morreu nesse mesmo dia, com apenas 14 anos.